# Walter W. Bacon
Walter Wolfkiel Bacon, född 20 januari 1880 i New Castle i Delaware, död 18 mars 1962 i Wilmington i Delaware, var en amerikansk republikansk politiker. Han var Wilmingtons borgmästare 1936–1941 och Delawares guvernör 1941–1949.
Bacon arbetade för Delaware Iron Works och General Motors. År 1935 besegrade han ämbetsinnehavaren William Speer i borgmästarvalet i Wilmington. I guvernörsvalet 1940 besegrade han Josiah H. Marvel och Ivan Culbertson. År 1941 efterträdde han Richard McMullen som Delawares guvernör och efterträddes 1949 av Elbert N. Carvel. Bacon avled 1962 och gravsattes i Odessa i Delaware.